# Dons
Артур Шингирейс (латыш. Artūrs Šingirejs; род. 10 апреля 1984, Броцены), известный профессионально как Dons — латвийский певец и автор песен. Представил Латвию с песней «Hollow» на музыкальном конкурсе «Евровидение-2024», который состоялся в 2024 году в Мальмё, занял 16 место.

## Ранние годы
Артур Шингирейс родился 10 апреля 1984 года в городе Броцены, Латвия, в семье родителей белорусского и латышского происхождения. У него есть брат и три сестры, одна из которых первой побудила его выступать на сцене в четыре года. Мать певца учила его английскому с 6 лет, и он считает Фредди Меркьюри одним из своих первых музыкальных кумиров. Шингирейс учился по классу фортепиано в Салдусской музыкальной школе. Своё первое сольное выступление он провёл в возрасте 16 лет и сказал: «Мое первое выступление было в школе, и я понял, что хочу это делать — здесь есть нечто, с чем меня связывает». Позже он изучал кулинарию, прежде чем возвратиться к творческой деятельности. Шингирейс самостоятельно научился играть на гитаре и петь.

## Карьера
Донс начал свою карьеру на латвийском реалити-шоу Talantu Fabrikā (дословно Фабрика талантов) в 2003 году. Он выпустил дуэтный альбом «Viens Otram» (2004) с коллегой-участницей Лили (Линда Калниня). Его первый сольный альбом «Lights On» (2006) был преимущественно на английском языке.
Певец добился успеха, выпустив свои следующие семь альбомов на латышском языке: «Lelle» (2008), «Signāls» (2013), «Varanasi» (2014), «Sibīrija» (2015), «Tepat» (2016), «Namiņš. Kaste. Vardi» (2018) и «Turists» (2020). В 2021 году подписал контракт с Universal Music.

### «Евровидение»
Ранее Dons дважды пытался представить Латвию на песенном конкурсе «Евровидение» с песнями My Religion is Freedom (2010) и Pēdējā Vēstule (2014), оба раза заняв второе место в национальном финале.
В январе 2024 года Dons выпустил, первый с 2013 года, англоязычный сингл «Hollow», с которым он был избран для участия в Supernova 2024, латвийском национальном финале для песенного конкурса «Евровидение-2024». Hollow базируется на актуальной сегодня проблеме не следовать толпе и оставаться верным себе. Dons уточняет: «Когда мы закончили „Hollow“, мы все почувствовали внутри, что мы создали нечто, что заставило время остановиться». Певец прошел в финал отбора, где одержал победу, набрав на 33 000 голосов зрителей больше, чем другие, и занял первое место среди жюри. Выступал во 2-м полуфинале и смог вывести Латвию в финал (спустя серий неудач страны с 2017 года).

## Личная жизнь
Dons увлекается фитнесом, занимается спортом и йогой. Он фанат Национальной баскетбольной ассоциации, часто путешествует по миру, жил в Лондоне и США. Донс владеет кафе Engure вместе с Каспарсом Рогой, который является барабанщиком группы «Brainstorm».
Был женат на Лили (настоящее имя Линда Калниня), с которой познакомился, являясь участником латвийского реалити-шоу «Talantu Fabrikā» («Фабрика талантов»). Они были замужем с 2009 по 2013 года. Сейчас он находится в отношениях с моделью Мадарой Малмане.